# Guepardo Veículos
Guepardo Veículos war ein brasilianischer Hersteller von Automobilen.

## Unternehmensgeschichte
Das Unternehmen wurde 1982 in Porto Alegre zur Produktion von Automobilen gegründet. Der Markenname lautete Guepardo. In den 1980er Jahren endete die Produktion. Pro Monat entstanden etwa zwei Fahrzeuge.

## Fahrzeuge
Das einzige Modell war das Kombicoupé 2 + 2. Die Basis bildete der VW Voyage, die Stufenheckversion des VW Gol. Der hintere Überhang wurde um 20 cm gekürzt. Die Neigung der Windschutzscheibe wurde geändert, die Seitenscheiben in der Höhe um 4 cm reduziert und das Dach entsprechend niedriger angesetzt. Auffallend war das Targadach. Im Heck befand sich eine große Heckklappe. Kühlergrill und Rückleuchten wurden ebenfalls verändert.
Für 1984 ist eine innere und äußere Überarbeitung überliefert. Sie bezog sich auf Kühlergrill, Scheinwerfer, Stoßstange, Spoiler, Zusatzscheinwerfer, Mittelkonsole und Instrumentierung.